# 2,4-Dichlor-1-nitrobenzol
2,4-Dichlor-1-nitrobenzol ist eine chemische Verbindung aus der Gruppe der Benzolderivate.

## Eigenschaften
2,4-Dichlor-1-nitrobenzol ist ein brennbarer, schwer entzündbarer, kristalliner, gelber Feststoff mit schwach aromatischem Geruch, der sehr schwer löslich in Wasser ist.

## Verwendung
2,4-Dichlor-1-nitrobenzol wird als Zwischenprodukt zur Herstellung von anderen chemischen Verbindungen (zum Beispiel Clobazam) verwendet.